# Nguyễn Thế Dương
Nguyễn Thế Dương (sinh ngày 6 tháng 9 năm 1991) là một cầu thủ bóng đá hiện đang chơi ở vị trí tiền vệ cho câu lạc bộ Phú Thọ.
Trong sự nghiệp cầu thủ của mình, Thế Dương từng bị chấn thương đứt dây chằng đầu gối và nghỉ thi đấu dài hạn tới 2 lần, sau đó vẫn quay trở lại tập luyện và thi đấu chuyên nghiệp.